# Крамплер (Западна Вирџинија)
Крамплер (енгл. Crumpler) насељено је место без административног статуса у америчкој савезној држави Западна Вирџинија.

## Демографија
По попису из 2010. године број становника је 204.
| Група             | 2000.    | 2010.       |
| Белци             | 0 (0,0%) | 189 (92,6%) |
| Афроамериканци    | 0 (0,0%) | 13 (6,4%)   |
| Азијати           | 0 (0,0%) | 0 (0,0%)    |
| Хиспаноамериканци | 0 (0,0%) | 0 (0,0%)    |
| Укупно            | 0        | 204         |